# Ryszard Karczykowski
Ryszard Karczykowski (ur. 6 kwietnia 1942 w Tczewie) – polski śpiewak (tenor), pedagog, profesor sztuk muzycznych.

## Życiorys
Ukończył Liceum Ogólnokształcące im. Adama Mickiewicza w Tczewie, następnie przez rok studiował w PWSM w Gdańsku. Podjął prywatne studia u Haliny Mickiewiczówny i wstąpił do Chóru Opery Bałtyckiej. Był także uczniem tenora i pedagoga Stefana Beliny-Skupiewskiego. W latach 1962–1964 odbył zasadniczą służbę wojskową w Centralnym Zespole Artystycznym Wojska Polskiego. W latach 60. był solistą Teatru Muzycznego w Szczecinie (1965–1969) oraz Landestheater w Dessau (1969–1974). W latach 70. rozwijał karierę wokalną w Operze w Lipsku, Dreźnie, we Frankfurcie nad Menem, Staatsoper oraz Volksoper w Wiedniu, Deutsche Oper w Berlinie oraz Covent Garden w Londynie. Współpracował i występował wraz ze sławami wokalistyki światowej, m.in. z Ileaną Cotrubaș, Kiri Te Kanawa, Hermannem Preyem, Agnes Baltsa, Sylvią Sass, Plácido Domingo. W 1977 ukończył reżyserię muzyczną w Musikhochschule Hanns Eisler w Berlinie.
Śpiewał partie tenorowe w Così fan tutte (Ferrando), w Czarodziejskim flecie (Tamino), Uprowadzeniu z seraju (Belmonte) Wolfganga Amadeusa Mozarta, Eugeniuszu Onieginie Piotra Czajkowskiego (partia Lenskiego), w Łucji z Lammermoor (Edgaro) i w Napoju miłosnym (Nemorino) Gaetano Donizettiego, Cyganerii (Rudolf), Giannim Schicchim (Rinuccio), Tosce (Cavaradossi) Giacomo Pucciniego, Zemście nietoperza (Alfred i Eisenstein) J. Straussa, w Arabelli (partia Matteo) Richarda Straussa, Riccardo w Balu maskowym, Falstaffie (Fenton), Rigoletcie (Książę), Traviacie (Alfredo) Giuseppe Verdiego. Śpiewał również w operach Haydna, Rossiniego, Moniuszki, Smetany, Offenbacha, Prokofiewa, Schönberga, Berga i Szostakowicza. Dokonał wielu nagrań płytowych z najlepszymi orkiestrami i wybitnymi dyrygentami, głównie dla wytwórni Decca oraz dla Polskich Nagrań, Denona, Cameraty, ORF, RAI i ZDF. Zajmuje się także reżyserią muzyczną. 
W latach 2003–2006 piastował funkcję dyrektora artystycznego Opery Krakowskiej, a od 2006 do 2008 - Teatru Wielkiego – Opery Narodowej w Warszawie. 
Od 1982 zajmuje się też działalnością pedagogiczną. Był profesorem klasy śpiewu na Uniwersytecie Muzycznym Fryderyka Chopina w Warszawie oraz w Akademii Muzycznej w Krakowie. W 1998 uzyskał tytuł profesora zwyczajnego sztuk muzycznych. Prowadzi kursy mistrzowskie w wielu krajach Europy i w Japonii oraz zasiada w jury międzynarodowych konkursów wokalnych. 
Żonaty, ma syna. 

## Ordery i odznaczenia
- Krzyż Oficerski Orderu Odrodzenia Polski (2011)[3]
- Medal Stulecia Odzyskanej Niepodległości (2018)[4]
- Złoty Medal „Zasłużony Kulturze Gloria Artis” (2011)[5]
- Order Świętego Stanisława I klasy (2012)[1]
- Krzyż Zasługi I Klasy Orderu Zasługi Republiki Federalnej Niemiec (2002)[6]

## Nagrody i wyróżnienia
- Bursztynowy Pierścień za rolę Hrabiego Tassila w Hrabinie Maricy Emmericha Kálmána w reż. Edmunda Waydy (1967)
- Bursztynowy Pierścień za rolę Carmella w Nocy w Wenecji Johanna Straussa w reż. Tadeusza Laskowskiego (1968)
- honorowy tytuł „Kammersänger” (1980)
- tytuł doktora honoris causa London Institute for Applied Research (1992)
- tytuł Honorowego Obywatela Miasta Tczewa (2005)[2]
- nagroda I stopnia Rektora UMFC (2011, 2012)
- Sala widowiskowa w Centrum Kultury i Sztuki w Tczewie została nazwana imieniem prof. Ryszarda Karczykowskiego (27 lutego 2016)
- „Złota Muszka” - Nagroda im. Bogusława Kaczyńskiego przyznana przez Orfeo Fundacja im. Bogusława Kaczyńskiego za wybitne osiągnięcia w dziedzinie wokalistyki operowej i propagowanie najwyższych wartości kultury muzycznej na świecie (2022)[7].